# 李洪宽
李洪宽（1963年3月26日—），山东德州市人，中华人民共和国持不同政见者、六四事件参与者。

## 生平
出生于山东德州市，毕业于南京大学和中国科学院上海生物化学研究所，后在北京医科大学任教。
没有可靠证据表明他1989年参加六四事件的抗议活动。1991年至1994年在美国阿尔伯特·爱因斯坦医学院就读分子生物学博士学位。1997年与1998年分别创办网络杂志《大参考》和《小参考》，以免费电子邮件的形式向中国大陆网民传播有关中国大陸民主化的相关讯息。
李洪宽曾经多次在美国之音、自由亚洲电台、新唐人等多家媒体担任时政评论员。
1999年获「万人杰新闻文化奖」。

## 著述
- 性学博士忏悔录. China, 内蒙古人民出版社, 1999.

- 人类性学基础. China, 农村读物出版社, 1989.

- 性爱的新文化. China, 山西人民出版社, 1992.